# (1208) Troilus
(1208) Troilus és un asteroide que pertany als asteroides troians de Júpiter descobert el 31 de desembre de 1931 per Karl Wilhelm Reinmuth des de l'observatori de Heidelberg-Königstuhl, Alemanya. Troilus va ser designat inicialment com 1931 JA.
Posteriorment es va nomenar per Troilos, un personatge de la mitologia grega. Orbita a una distància mitjana de 5,25 ua del Sol, i pot allunyar-se fins a 5,736 ua i apropar-se fins a 4,765 ua. Té una excentricitat de 0,09247 i una inclinació orbital de 33,54°. Triga a completar una òrbita al voltant del Sol 4.394 dies.